# Synagoge (Tomar)

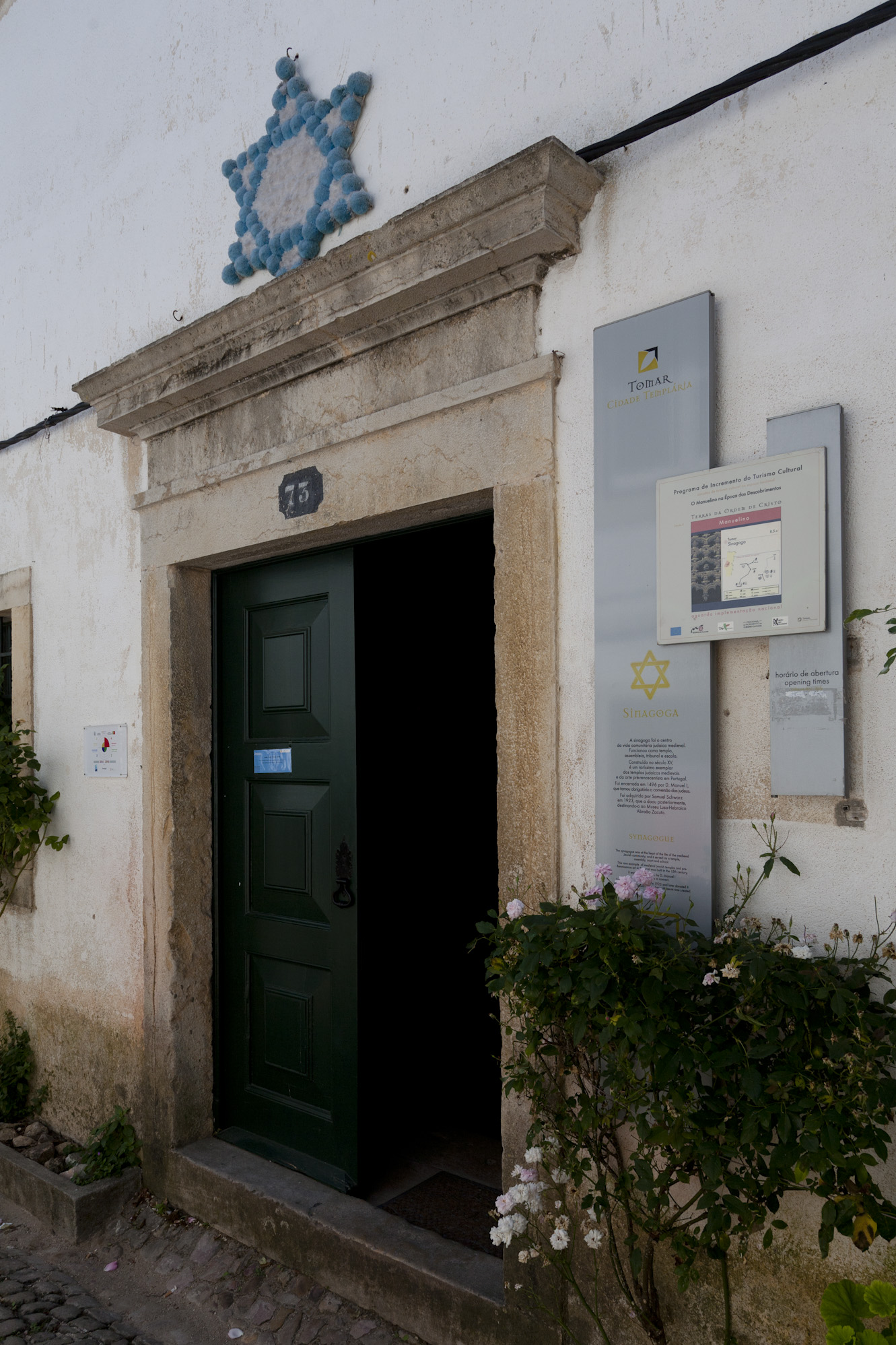
Eingang zur Synagoge in Tomar

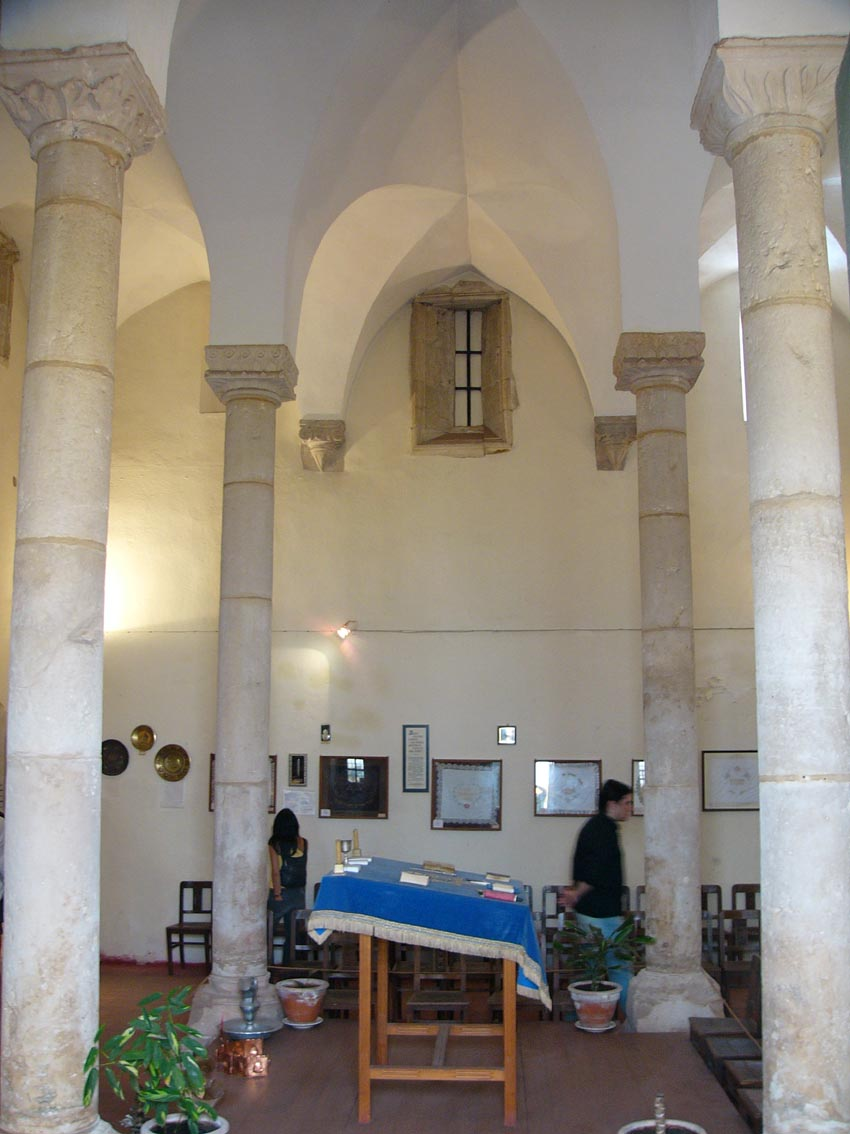
Innenansicht

Die Synagoge in Tomar, einer portugiesischen Stadt etwa 100 Kilometer nordöstlich von Lissabon, wurde im 15. Jahrhundert errichtet. Die profanierte Synagoge befindet sich an der Rua Dr. Joaquim Jaquinto Nr. 73, in der Altstadt von Tomar. Sie ist seit 1946 als Monumento Nacional klassifiziert. 
Nach der Vertreibung der Juden aus Portugal ab 1496 wurde das Gebäude als Gefängnis, Kirche und Lager genutzt. 
Seit 1939 befindet sich im Synagogengebäude ein Jüdisches Museum, das nach Abraham Zacuto benannt ist.  